# ふかわりょう
ふかわ りょう（本名：府川 亮〈読み同じ〉、1974年〈昭和49年〉8月19日 - ）は、日本のお笑いタレント、エッセイスト、司会者。ワタナベエンターテインメント所属。神奈川県横浜市港北区出身。
ryo fukawaもしくはROCKETMAN（ロケットマン）名義でミュージシャンやクラブDJとしても活動している。

## 略歴
- 3人兄弟の三男として生まれる[2]。従兄には漫画家の原哲夫がいる（ふかわの母の姉の子が原）[3]。
- 國學院高等学校、慶應義塾大学経済学部卒業。
- 大学在学中の1994年8月にデビュー[4][1]。大学の友人を誘いコンビ「コムシコムサ」[1]を結成し、『GAHAHAキング』（テレビ朝日）に出演。また、極々短期間木曽さんちゅうとコンビを組んでいた時期もあった。
- 1997年5月16日、『ふかわりょう大小心物克服講座』（VHSポニーキャニオン）を発売。
- 1998年、小西康陽と音楽ユニット「ロケットマン」を結成。
- 2000年4月8日より、『内村プロデュース』（テレビ朝日）にレギュラー出演。
- 2006年4月1日より、ラジオ番組『ROCKETMAN SHOW』（J-WAVE）のナビゲーターを務める（ROCKETMAN名義）。
- 2007年11月8日放送の『ライオンのごきげんよう』（フジテレビ系列）において、ソーシャル・ネットワーキング・サービスのmixi上で「偽ふかわりょう」が存在している事について発言。ふかわは「自分は『mixi』には参加しておらず、偽物が自分になりすましてコミュニティを形成している。」と述べた。また、自身のブログでも注意を呼びかけた[5]。
- 2012年4月より、『5時に夢中!』（TOKYO MX）のMCを務める。
- 2014年9月18日、アイスランド総合研究所の名誉教授に任命される[6]。
- 2014年10月4日、「ROCKETMAN SHOW」の後継ラジオ番組『life is music』（J-WAVE）のナビゲーターを務める（ふかわりょう名義）。
- 2015年10月3日、『life is music』の実質的な後継番組となる『OTHERS』を土曜日の22:00-24:00に時間帯を移動して放送開始。
- 2016年4月11日、『ふかわと夏生のガチンコ・スプリング～ガチハル！～』を開催。開催前に共演者である岡本夏生と連絡が取れない等のトラブルがあったが開演の約1時間15分前に岡本が会場に到着し、無事開催された[7]。
- 2017年5月3日に主要な報道・情報系番組のメインキャスター、司会者32人をネット読者の好感度が最も高い人物をアンケートした結果、全体の44.8％（949票）という圧倒的な強さで1位となった[8]。
- 2019年、とんぶりの唄を作り、とんぶり応援大使に就任[9]。
- 2019年8月、ふかわにストーカー行為をしていた41歳の元芸人の女性が逮捕。その女性は「ふかわさんが好きで結婚したいと思っていた」などと供述している[10]。
- 2020年7月1日、トミタ栞を迎えて制作した「どうにかなりそう feat.トミタ栞」をリリース[11]。
- 2020年、「世の中と足並みがそろわない」を書く。ゲストに東野幸治を迎えて刊行記念トークショーを実施[12]。
- 2021年3月23日、2012年より9年間MCを務めた『5時に夢中!』を降板。同年4月より、同局のバラエティ番組『バラいろダンディ』のMCを務める[13]。
- 2023年12月25日、将来、副鼻腔炎になる可能性があるため鼻の手術をブログで報告[14]。
- 2025年、50歳の誕生日を機に「R-1グランプリ」への出場を表明する[15]。芸歴30年目にして初めてお笑いの賞レースへ挑戦する事となった。その理由についてふかわは「テレビが好きすぎてテレビに飛び込みたいあまり、早めにお笑いライブを離れてしまったことにどこか後ろめたさがあった。」[15]と語っている。最終的な結果は準決勝敗退に終わり、惜しくも決勝進出は果たせなかった[16]。

## 芸風
デビュー当初は、長髪に白いヘアーバンドをトレードマークにした芸人として「小心者克服講座」「アルトリコーダーの組み立て方」「ピーターパンの血豆占い」等に見られるシュールな一言ネタ、自虐的な笑いで「シュールの貴公子」と称された。「小心者克服講座」ではBGM (DONNA McGHEE『MR.BLINDMAN』) にのせて、腰に手を当てて横揺れしながら「お前ん家の階段、急だな」「お前ん家、天井低くない?」「消しゴムの角使ったぐらいで怒るなよ」「お前何年耳鼻科通ってんだよ?」等、相手にちょっとしたダメージを与えるあるあるネタを発するというスタイルで人気を博した。
バラエティ番組出演の機会が増えるに連れ、当初のイメージとは裏腹に、いわゆる「リアクション系」「いじられ系」のキャラクターが次第に色濃くなっていき、持ちネタも共演者から「すべり芸」扱いされたり、「貴公子」というキャッチフレーズもいつの間にか「ポスト出川哲朗」へと変貌した。すべり芸用の持ちギャグに「ティン!!」「コラー!」「カチーン」「シュワシュワ」「ニー」「ター!」「ニュルン」などがある。
東野幸治を恩人として慕っている。ブレイク直後でまだバラエティ番組での立ち振る舞いが分からず悩んでいた頃に東野と共演した際、激しくツッコまれたことがきっかけで「ふかわりょう=強めにイジっていい芸人」という言わば“取扱説明書”が出来上がってその後のバラエティ出演にも繋がったと明かしており、「自分にとって一番大きな柱を作ってくれたので、東野さんと出会ってなかったら、私はいま呼吸できてなかったです」と最大級の感謝を述べている。ただし、このふかわの発言に対して東野は「(当時ふかわを助けたつもりはなく)本当に邪魔だからツッコんだだけ」とバッサリ切り捨てている。
『内村プロデュース DVD』特典映像のインタビューで内村は「（内Pは）ふかわが重要なポイント、皆の「当てどこ・クッション」になることで番組が成立している」と語り、対談相手だった高須光聖からは「ダウンタウンと山崎邦正みたいな関係やね」と評されている。
石橋貴明（とんねるず）からは「ウッチャンにはふかわくんが居るのが羨ましい。ウッチャンにとってのさまぁ〜ずが俺にとってのおぎやはぎだけど、ふかわくんのポジションは俺には居ないもん。」と評価されている。
明石家さんまからは「タモリさんもどえらいの見つけたな。」と評価されている。
また、事務所のお笑いライブのMCを務めることが多く、アンガールズ、ロッチ、平野ノラ、サンシャイン池崎等の後輩芸人へのアドバイスを行っている。キングオブコント王者になる前のハナコには「君たちは間違ってないからとにかく自分を信じて突き進め。」というアドバイスを行い、キングオブコント王者へと導いた。

## 髪型
デビュー当初は上記の通り、長髪にヘアーバンドをしていたが、後に額と耳を覆い隠すマッシュルームカットになる。当時は、共演者からしばしば「ヘルメットを取れ」と弄られ、『内村プロデュース』（テレビ朝日系、以下『内P』）収録後の打ち上げの飲み会で「かまくら一番!」と命名されてからは、「かまくらカット」として定着していった（たまに「りょうパン」という愛称でも呼ばれていた）。
2009年10月4日放送の『世界の果てまでイッテQ!』（日本テレビ）の企画「世界の床屋さんでおまかせで頼むとどうなるの!?」でトルコの理髪店にてお任せで散髪し、短髪になった。その後、2010年10月10日放送の同番組企画「世界の床屋さんでおまかせパーマ」で、ベトナムにてパーマをかけてもらった。

## 出演

### テレビ
- ひるおび（TBSテレビ）※水曜隔週コメンテーター[20]。
- LIFE IS MONEY〜世の中お金で見てみよう〜（2024年 - 、テレビ東京） - ゲスト（不定期）
- 堀潤 Live Junction（2024年9月30日 - 、TOKYO MX）※コメンテーター[21]
- 堀潤激論サミット（2024年9月30日 - 、TOKYO MX）※火曜コメンテーター[22]

特別番組
- UNKNOWN STUDIO （2022年10月31日（30日深夜）  - 、ABCテレビ）- MC

### テレビドラマ
- アポロの歌（2025年2月19日 - 4月2日、MBS・TBS） - 山部 役[23]
- 能面検事 第6話（2025年8月15日、テレビ東京） - 本人 役[24]

### ラジオ
- キイテル ロケットマンショー（2024年4月2日 - 、FMヨコハマ）
- HARAJUKU PODCAST（2025年4月1日 - 、J-WAVE）月曜 - 水曜ナビゲーター

### その他
- 連載コラム『風向計』（東京新聞朝刊、隔週土曜）

## 過去の出演番組

### テレビ

#### バラエティー番組
- 森田一義アワー 笑っていいとも!（1997年10月 - 2001年3月、フジテレビ）※木曜日→水曜日レギュラー
- ネプリーグ (2005年4月18日-2011年2月7日、8回出演、フジテレビ)
- 特捜!芸能ポリスくん（TBSテレビ）
- 前略ヒロミ様（フジテレビ）※レギュラー
- オールスター感謝祭（TBSテレビ）
  - 第16回ではPeriod6で、バスの中で25万円を獲得した。
- 進め!電波少年、進ぬ!電波少年（日本テレビ）※「無敵のセールスマン」コーナー
- 人気者でいこう!（ABCテレビ）
- 内村プロデュース（テレビ朝日）
- 歌スタ!!（日本テレビ、ロケットマン名義で出演）※不定期
- 金曜アニメ館（NHK BS2）※レギュラー・司会
- いきなり!黄金伝説。（テレビ朝日）※レギュラー
- 来来圏（フジテレビ）※レギュラー
- 少年サトル（フジテレビ）※レギュラー
- 超人サトル（フジテレビ）※レギュラー
- 年の差バトル! 言い分 vs Eぶん!!（1999年 - 、東海テレビ）
- ザ・クイズマンショー（テレビ朝日）
- 専門チャンネル 専テレgo!go!（日本テレビ）※レギュラーコメンテーター
- エムエム（MUSIC MACHINE）（MUSIC ON! TV、土・日曜）
- テンパイ!!（テレビ東京）※レギュラー・司会
- サカスさん（TBSテレビ）※水曜コメンテーター
- 年忘れ青春アドベンチャー（2009年、NHK-FM）※寅役
- Channel a（tvk他、全国31局）※5代目MC
- 太田光の私が総理大臣になったら…秘書田中。（日本テレビ）※準レギュラー
- 音楽ば〜か（テレビ東京）
- 爆笑問題のバク天!（TBSテレビ）
- スタイルプラス（東海テレビ）※不定期出演
- 週刊オリラジ経済白書（日本テレビ系）
- ぷれサタ!（東海テレビ）※準レギュラー
- 大！天才てれびくん（2011年4月 - 2014年3月、NHK教育）- 大天才テレビジョン放送技術研究所主任 役 ※準レギュラー
- 5時に夢中!（2012年4月 - 2021年3月23日、TOKYO MX）※月曜 - 木曜MC[13]
- バラいろダンディ（2021年4月1日 - 2024年9月27日、TOKYO MX）※月曜 - 木曜MC[25]
- アソビラボ（2013年10月 - 2014年9月、日本テレビ）※アソビラボ所長、ふかわ博士。
- 世界の果てまでイッテQ!（日本テレビ系） ※準レギュラー、自称「縦軸の男」
- モヤモヤさまぁ〜ず2（テレビ東京）※つぶやきシローと番組限定ユニット「水増ししろぉ〜ず」を組み出演。
- 王様のブランチ（TBSテレビ）※姫様のコーナーに不定期に出演。趣味であるサービスエリアめぐりで得た知識を披露している。
- ふかわりょうのフニオチナイト（2020年1月 - 9月、J:COMテレビ）※MC
- はじたびっ!〜本州のはじっこ 山口と盛岡をふかわが行く〜（2024年12月11日、山口朝日放送・岩手朝日テレビ）
  - 出演：ふかわりょう、玉野初季（山口朝日放送アナウンサー、山口編）、石田瑠美子（岩手朝日テレビアナウンサー、岩手編）

#### テレビドラマ
- 太陽がいっぱい（1998年、フジテレビ）
- 先生知らないの?（1998年、TBSテレビ）
- 海まで5分（1998年、TBSテレビ）
- はなまるマーケット殺人事件（2000年、TBSテレビ）
- 金田一少年の事件簿（2001年、日本テレビ）
- 恋は戦い!（2003年、テレビ朝日）
- 動物のお医者さん（2003年、テレビ朝日）
- 特命係長 只野仁スペシャル（2004年、テレビ朝日）
- 天てれドラマ（2005年、NHK教育）
- FNS25時間テレビ・THE WAVE!（2005年、フジテレビ）
- 名探偵コナン 工藤新一への挑戦〜さよならまでのプロローグ〜（2006年、日本テレビ）
- 金曜プレステージ ひみつな奥さん2 京都・祇園の巻（2007年、フジテレビ）
- ドラマ24・コスプレ幽霊 紅蓮女（2008年1月、テレビ東京）
- ケータイ捜査官7（2009年1月、テレビ東京）
- 孤独のグルメ Season7 第6話 （2018年5月12日、テレビ東京）- 店長・奥田 役[26]
- アポロの歌（2025年、MBS）

#### アニメ
- でびどる!（2018年10月 - 12月、TOKYO MX） ‐ 露血ッ斗先生 役
- ブレーカーズ（2020年5月、NHK Eテレ） ‐ コーチ 役[27]

### 映画
- 蟬しぐれ（2005年10月1日公開、東宝） - 小和田逸平 役
- ピーナッツ（2006年1月28日公開、コムストック） - 宮本良一 役　※ロケットマン名義で音楽も担当
- 渋谷区円山町（2007年3月17日公開、デックスエンタテインメント） - カフェのマスター 役
- パンドラの匣（2009年10月10日公開、東京テアトル） - 固パン 役

### 劇場アニメ
- クレヨンしんちゃん 嵐を呼ぶ!夕陽のカスカベボーイズ（2004年4月17日公開、東宝）※ユニゾングループ『NO PLAN』のメンバーとして

### ラジオ
- 土曜の夜はケータイ短歌（NHKラジオ第1）
- DEEPER STREET「ハートに火をつけて」（TOKYO FM）
- ラジオ黄金時代「ハートに火をつけて」（TOKYO FM）
- SUPER STAR QR（文化放送）
- FMシアター「質屋」（2002年1月26日、NHK-FM・高松放送局制作）
- ROCKETMAN SHOW（2006年4月 - 2014年9月、J-WAVE）※ROCKETMAN名義。
- きらクラ!（2012年4月8日 - 2020年3月29日、NHK-FM）
- life is music（2014年10月5日 - 2015年9月27日、J-WAVE）
- 大竹まことゴールデンラジオ!（2015年4月2日 - 6月25日、文化放送）毎週木曜日、紳士交遊録を担当
- OTHERS（2015年10月3日 - 2017年3月25日、J-WAVE）
- Seasoning -season your life with music-（2018年4月 - 2019年3月、JFN） ‐ 月曜日パートナー（14時台のみの出演）
- 大橋未歩 金曜ブラボー（ニッポン放送）
  - 16時台コーナー「ブラボーセレクション」（2019年8月30日）ゲスト
  - 大橋未歩休暇時の代理パーソナリティ（2019年9月13日）
- 阿川佐和子&ふかわりょう 日曜のほとり（2021年10月3日 - 2023年3月26日、文化放送）
- おとなりさん（2023年11月9日 - 2024年3月28日、文化放送 - 木曜日担当）
- 野菜をMOTTO presents ○○のある生活（2023年4月 - 2024年3月、TOKYO FM・K-MIX・AuDee配信）

### ポッドキャスト
- ロケショーplus（2022年10月21日 - 2023年4月28日、Spotify）
- ふかわりょうのローファイラジオ（2023年10月2日 - 2024年3月24日、FMヨコハマポッドキャスト）

### インターネット番組
- AbemaPrime（2017年1月 - 2020年3月26日、AbemaTV）※木曜日レギュラーMC

### CM
- 日本高速通信
- 森永製菓「チョコボール」
- レイクアルサ（浅香友紀と）
- 資生堂「uno」[28]
- 東洋水産「赤いきつね・緑のたぬき」 - 武田鉄矢と共演
- ローソン（1998年） - 中山エミリと共演[29]
- 富士フイルム「フジカラー」（1999年） - 田中麗奈と共演[30][31]

### ミュージックビデオ
- スネオヘアー『over the river』出演

### 舞台
- 死神の浮力（2014年4月22日 - 28日、本多劇場） - 千葉 役

## 音楽活動
ryo fukawa（リョウ・フカワ）は、日本のミュージシャン、DJ、作曲家。1998年よりロケットマン名義で活動を開始（2000年からROCKETMAN名義）し、2013年からryo fukawa名義での活動を開始。DJとしては、2000年からクラブ三宿Webのイベント「ROCKETMAN DELUXE」に毎月第3金曜日の23:00〜29:00に出演。

### 来歴
小学3年生の頃からピアノを習い始める。デビュー前は鼓笛隊の中太鼓を経て、慶應義塾大学ラテンアメリカ研究会（南米音楽サークル）に所属。
スネークマンショーのような音楽とコントが共存するCDを作る企画として、1998年に小西康陽とユニット ロケットマンを結成し、アルバム『フライング・ロケットマン』を発売。この時点では小西が音楽担当でふかわがコント担当と役割分担されていた。
2000年よりROCKETMANはふかわのソロユニットに移行し、アルバム『ロケットマン・デラックス』を発売。前作と同様に「音楽とコント」の路線で制作。この作品を以って「音楽とコント」のスタイルは一旦終了する。この頃からDJとしての活動も開始。日本中のクラブでプレイし、日本中のクラブをほぼ制覇していると思うと述べている。
2006年8月2日、3rdアルバム『愛と海と音楽と』を発売。全曲を作詞・作曲し、ジャケット写真やミュージック・ビデオも本人撮影で制作された。2008年にはアイドルユニット・COSMETICSをプロデュース。
2007年5月9日、4thアルバム『THE SOUND OF MUSIQUE』を発売。
2010年4月、配信限定シングル「dancemusic」がiTunes Storeのダンスチャートにて1位を獲得し、程なくiTunes Store全体の総合チャート1位を獲得した。同曲は1週間にわたって総合チャート1位を記録した。
2010年8月4日、ソロユニット移行10周年を記念したベスト盤「thank you for the music!」を発表。従兄である原哲夫が裏ジャケットのイラストを担当した。
2012年8月8日、アルバム『恋ロマンティック!!』をビクターエンタテインメントより発売。iTunes総合チャートで1位を獲得した「dancemusic」のリミックスが収録され、配信で発売されたトリンドル玲奈、川嶋あいとの楽曲も収録。
2013年7月、名義をROCKETMANからryo fukawaへ変更し、レーベル「テノヒラレコード」を設立。同レーベルからアルバム『Life Is Music』を発売。同年7月24日には、映画『テッド』の発売記念パーティー「ted BAR」にDJとして出演。
2014年7月23日、ryo fukawa名義の2枚目のアルバム『Life Is Music 2』を発売。ゲストボーカルに杏子、ミズノマリ、Cana（SOTTE BOSSE）が参加。8月17日にはROCKETMAN名義で自主企画イベント「ROCKETMAN SUMMER FES 2014『thank you for the music!』」をLIQUIDROOM ebisuにて開催。

### ディスコグラフィ

#### スタジオ・アルバム
- フライング・ロケットマン（日本コロムビア、1998年11月21日）
- ロケットマン・デラックス（日本コロムビア、2000年5月20日）
- 愛と海と音楽と（SUNSET RECORD、2006年8月2日）
- THE SOUND OF MUSIQUE（SUNSET RECORD、2007年5月9日）
- 恋ロマンティック!!（ビクターエンタテインメント、2012年8月8日）
- life is music（テノヒラレコード、2013年7月24日、ryo fukawa名義）
- life is music 2（テノヒラレコード、2014年7月23日、ryo fukawa名義）
- life is music 3（テノヒラレコード、2015年6月24日、ryo fukawa名義）
- I'M MUSIC（tambourine records、2016年6月1日）
- 退廃惑星（SPACE SHOWER MUSIC、2022年9月7日）

#### ベスト・アルバム
- thank you for the music!（ビクターエンタテインメント、2010年8月4日）

#### シングル
※全て配信限定
- LifegoesON 2.0（ビクターエンタテインメント、2009年11月4日）
- dancemusic（ビクターエンタテインメント、2010年4月7日）
- LOVE IS ALL II〜これからはじまるstory〜 feat. COSMETICS（ビクターエンタテインメント、2010年7月7日）
- HAPPY END OF THE WORLD（ビクターエンタテインメント、2010年10月27日）
- LOVE DISCO feat. トリンドル玲奈（ビクターエンタテインメント、2011年7月21日）
- それでも僕たちは生きてゆく feat. 川嶋あい（ビクターエンタテインメント、2011年10月12日）
- とんだハッタリボーイ feat. 初音ミク（ビクターエンタテインメント、2011年11月9日）
- 恋ロマンティック!! feat. VERBAL（m-flo）（ビクターエンタテインメント、2012年7月4日）
- It's time（ビクターエンタテインメント、2012年7月18日）
- Mermaid feat. Cana（ビクターエンタテインメント、2012年11月14日）
- 愛のガチモード（テノヒラレコード、2013年7月3日、ryo fukawa名義）
- My favorite things remix（テノヒラレコード、2013年7月10日、ryo fukawa名義）
- 亡き王女のためのパヴァーヌ remix（テノヒラレコード、2013年7月10日、ryo fukawa名義）
- ALL I WANT IS MY MUSIC（テノヒラレコード、2013年7月10日、ryo fukawa名義）
- Goodbye to love（テノヒラレコード、2013年7月17日、ryo fukawa名義）
- Goodbye to love II（テノヒラレコード、2013年7月17日、ryo fukawa名義）
- endless summer（テノヒラレコード、2013年8月7日、ryo fukawa名義）
- birthday（テノヒラレコード、2013年8月14日、ryo fukawa名義）
- RAINBOW（テノヒラレコード、2013年9月18日、ryo fukawa名義）
- Forever Beethoven（テノヒラレコード、2013年12月11日、ryo fukawa名義）
- 溺れる羊（テノヒラレコード、2014年1月15日、ryo fukawa名義）
- パッヘルベルのカノン remix（テノヒラレコード、2014年2月26日、ryo fukawa名義）
- 生まれ来る子供たちへ（テノヒラレコード、2014年4月16日、ryo fukawa名義）
- パン粉ぱんの唄 feat. Cana（テノヒラレコード、2014年4月23日、ryo fukawa名義）
- tonight（テノヒラレコード、2014年9月24日、ryo fukawa名義）ambient mix（同時リリース）
- we've only just begun feat. maria（テノヒラレコード、2014年10月15日、ryo fukawa名義）
- まわれ!ミラーボール（テノヒラレコード、2014年11月5日）
- あの素晴しい愛をもう一度（テノヒラレコード、2014年11月19日、ryo fukawa名義）
- let me dance（テノヒラレコード、2015年2月4日、ryo fukawa名義）
- smile feat.maria（テノヒラレコード、2015年2月11日、ryo fukawa名義）
- どうにかなりそう（テノヒラレコード、2015年4月8日、ryo fukawa名義）
- music feat. fussy（テノヒラレコード、2015年5月20日）
- Feel like makin' love feat.maria（テノヒラレコード、2015年6月10日、ryo fukawa名義）
- coffee bossa feat. kaori sakakibara（テノヒラレコード、2015年6月17日、ryo fukawa名義）
- summer feat. fussy（テノヒラレコード、2015年6月17日）
- 君はアップダウンガール（テノヒラレコード、2015年10月21日）
- chocolate bossa feat. MICO（テノヒラレコード、2016年1月27日）
- 愛はしんどい feat. MICO（テノヒラレコード、2016年2月24日）
- close to you feat. GOW（テノヒラレコード、2016年3月2日、ryo fukawa名義）
- Beyond the light feat. GOW（テノヒラレコード、2016年3月23日）
- 君とSUNDAY feat. MICO（テノヒラレコード、2016年3月30日）
- BEST DAYS OF MY LIFE feat. トミタ栞（テノヒラレコード、2016年5月18日）
- WE CAN FEEL IT ALL OVER feat.傳田真央（tambourine records、2016年8月3日）~tropical mix~（同時リリース）
- the sound of summer feat.浜崎美保（tambourine records、2016年8月17日）
- thank you for the music 2（tambourine records、2016年10月26日）
- get down（tambourine records、2016年12月7日）
- どうにかなりそう2017（tambourine records、2017年2月1日）
- 君がいなくなっても feat.傳田真央（tambourine records、2017年3月22日）
- let me dance 2017（tambourine records、2017年3月29日）
- ALL I WANT IS MY MUSIC 2017（tambourine records、2017年5月24日）
- 恋のセプテンバー feat.傳田真央（tambourine records、2017年8月23日） ~poolside mix~（2017年9月27日）
- 恋のうたたねーしょん feat.MICO（tambourine records、2017年10月11日）~poolside mix~（同時リリース）
- GOOD☆NIGHT（tambourine records、2017年11月29日）
- ALRIGHT!（tambourine records、2018年3月21日）
- SO WHAT? feat.傳田真央（tambourine records、2018年4月25日）
- 恋の熱帯DANCE（tambourine records、2018年8月1日）
- 夏が終わるまで（tambourine records、2018年8月29日）
- summer session 2018（tambourine records、2018年9月5日）
- FREEDOM feat.GOW（tambourine records、2018年12月12日）
- Day By Day feat.Mie Ichikawa（tambourine records、2019年1月23日）
- とんぶりの唄（tambourine records、2019年3月6日）
- アイドルなんてならない feat.アイラ（tambourine records、2019年3月13日）
- 恋のサービスエリア feat.フルカワトオル -10years mix-（tambourine records、2019年4月24日）
- 恋のプチョヘンザ（tambourine records、2019年8月21日）

#### ラジオCD
- ROCKETMAN SHOW!!（CURIOUSCOPE、2010年12月22日）

自身がナビゲーターを務めていたJ-WAVEのラジオ番組「ROCKETMAN SHOW」でのコントやジングル等を収録。番組内で毎回使用されていた楽曲「ロケットマンのテーマ 〜we are rocketman〜」も収録。

#### DVD
- アーガイルの憂鬱-サービスエリアを愛した男- sunset edition（アスミック・エース、2009年11月6日）

ROCKETMANによる企画・構成・脚本・音楽のドラマ。制作はMUSIC ON! TV。

#### 参加作品
- レゲエの鬼太郎 フィーチャリング・ふかわりょう
  - 「レゲエの鬼太郎」（ソニー・ミュージックエンタテインメント、1997年6月21日）
- beatmania soundtrack THE SOUND OF TOKYO（コナミ、2001年4月4日）
  - 4曲目「サンバじゃない?」
- 『ピーナッツ』オリジナル・サウンドトラック（レントラックエンタテイメント、2006年1月25日、梅堀淳とのダブルクレジット）
- 鈴木亜美 - 『DOLCE』（avex trax、2008年2月6日）
  - 10曲目「アイノウタ」
- 初音ミク Dance Remix Vol.1（ビクターエンタテインメント、2011年12月7日）
  - 4曲目「ワールズエンド・ダンスホール (ROCKETMAN remix)」
  - 13曲目「とんだハッタリボーイ」

- TVアニメーション 輪廻のラグランジェ season2 キャラクターCD Vol.3 ムギナミ編（フライングドッグ、2012年9月19日）
  - キャラクターソング「Darlin’」作曲

## 著書
ネタ本
- ミツバ学園中等部 入学案内 （扶桑社） 1998年9月発行 ISBN 4594025528
- 休んだ日に席がえ?! （扶桑社） 1999年11月発行 ISBN 4594028047
- ひとんちで充電すんなよ!! （扶桑社） 2001年3月発行 ISBN 4594030912
- 小野妹子は男?! （扶桑社） 2002年7月発行 ISBN 4594036090
- ジャパニーズ・スタンダード 試験にでない大切なこと （ベストセラーズ） 2008年7月発行 ISBN 978-4-584-13090-2（4-584-13090-6）
- フニオチ手帳 （ポプラ社） 2010年4月発行 ISBN 978-4-591-11746-0

エッセイ・旅行記
- ムーンライト・セレナーデ （メディアファクトリー） 2002年8月発行 ISBN 4840106274
- カフェオレ・スマイル （メディアファクトリー） 2003年7月発行 ISBN 4840108277
- 無駄な哲学 （ゴマブックス） 2007年5月発行 ISBN 4777106365
- 風とマシュマロの国 （幻戯書房） 2012年3月発行 ISBN 4901998919
- 世の中と足並みがそろわない（新潮社）2020年11月発行 ISBN 4103537914
- ひとりで生きると決めたんだ（新潮社）2022年11月発行 ISBN 4103537922
- スマホを置いて旅したら（大和書房）2023年4月発行 ISBN 4479394036

小説
- DSJ -消える町- （宝島社） 2007年5月発行 ISBN 479665805X
- いいひと、辞めました（新潮社）2024年3月発行 ISBN 4103537930

短歌選集
- ヴァイブレーション! フルエル心ノケータイ短歌 （ふかわりょう・加藤千恵編、マーブルトロン） 2003年10月発行 ISBN 4123900550